# Steampunk
Steampunk ("damppunk") er en undergenre af spekulativ fiktion eller science fiction, der lægger vægt på anakronistisk teknologi, typisk fra Victoriatiden. Den beskrevne teknologi omfatter ofte dampmaskiner, luftballoner, mekaniske regnemaskiner og anden teknik fra 1800-tallet. Genren kan også omhandle moderne genstande som bl.a. datamater, baseret på Victoriatidens teknologi, f.eks. The Difference Engine af William Gibson og Bruce Sterling. Mikroelektronik i moderne betydning findes ikke og forbrændingsmotorer er sjældne.
Steampunk udspiller sig sædvanligvis i et victoriansk miljø, men genren har forgrenet sig og inkluderer i dag alle tænkelige tidsaldre og historiske miljøer, for eksempel middelalderen, bronzealderen og antikken.
Steampunk kan også henvise til en trend indenfor mode og musik.

## Historisk udvikling
Steampunk blev skabt som en samtidslitterær genre af forfattere som Jules Verne, H. G. Wells og Mark Twain.
Genren som vi kender den i dag kom til i 1980'erne som en kontrafaktisk historie-genre af forfattere som Tim Powers, K. W. Jeter, William Gibson og Ronald Clark. Termen blev skabt af Jeter, da han ledte efter et samlebegreb for den type romaner, som han og hans kolleger skrev. Disse forfattere skrev i samme ånd som Verne og Wells, og henlagde romanernes handling til en fiktiv fortid. Både Jeters Morlock Night og Stephen Baxters The Time Ships er f.eks. opfølgere til H. G. Wells klassiker Tidsmaskinen.

## Steampunk i film
Eksempler på steampunk i film er Wild Wild West og Det hemmelighedsfulde selskab, ligesom tv-serien Doctor Who anvender elementer af Steampunk.

## Eksterne links
- Wikimedia Commons har flere filer relateret til Steampunk
- Famous Steampunk Works (engelsk)
- Steampunk: Reclaiming Tech for the Masses Arkiveret 9. december 2009 hos  Wayback Machine, Time Magazine, 14.12.2009 (engelsk)
- Steampunking Technology, The Daily Beast (engelsk)